# نقص الأكسجين في الماء

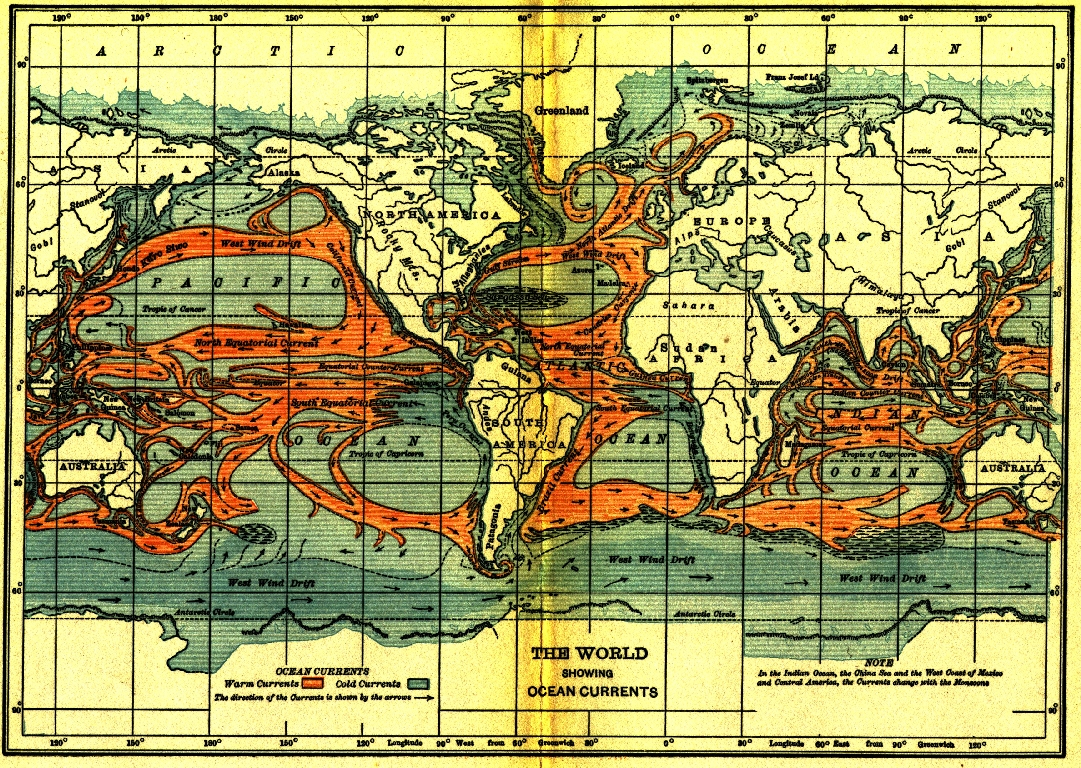

يوجد الأكسجين مذابا في المياه ولكن هناك مناطق في البحار ينضب منها الأوكسجين ويرجع ذلك لركود المياه أو إلى الحاجز المادي الطبيعي –الكثافة- حيث تعمل طبقات الماء المالحة ذات الكثافة العالية على حجز الأكسجين ومنع انتقاله لمناطق أخرى.
يعد نقص الأوكسجين في الماء ظاهرة طبيعية  ويتكرر حدوثها في التاريخ الجيولوجي، وأشهر أمثلتها في وقتنا الحاضر تلك المنطقة الموجودة في بحر البلطيق  وخليج المكسيك.

## أسبابه وآثاره
نقص الأوكسجين في الماء ناتج عن عدة عوامل منها:
•	ركود المياه.
•	الفرق في كثافة الطبقات المائية.
مدخلات المواد العضوية، حيث يتم استنفاد الأوكسجين في عملية أكسدة المواد العضوية.
•	شدة التدرج الحراري.
عندما يتم استنفاد الأوكسجين في الحوض تكون البكتيريا أفضل متقبل كهربي، وبوجود النيتريت في مياه البحر يحدث نزع النيتروجين واستهلاكه بدلا من النيتيرت وعند انخفاض العناصر وتعويض نقص الأوكسجين تعمل البكتيريا على أكسدة الكبيرتيد إلى الكبريتات للحد من مستوى الكبريتات وفقا للمعادلة التالية:
HS− + 2 O2 → HSO4−
يوجد في بحر البلطيق بقايا من الأحافير والمستحاثة وذلك لتباطئ معدل التحلل في المياه المختزلة.

## مناطق المياه المختزلة
- حوض بانوك، شرق البحر الأبيض المتوسط
- حوض البحر الأسود، في أوروبا الشرقية
- حوض بحر قزوين
- حوض البحر كاريبي
- حوضجوتلاند
- حوض L'Atalante
- مضيقMariager
- حوض أوركا
- Saanich في جزيرة فانكفور، كندا